# Cea (vliesvleugeligen)
Cea is een geslacht van vliesvleugeligen uit de familie Pteromalidae. De wetenschappelijke naam van dit geslacht is voor het eerst geldig gepubliceerd in 1837 door Walker.

## Soorten
Het geslacht Cea is monotypisch en omvat slechts de volgende soort:
- Cea pulicaris Walker, 1837